# Wiaczesław Gorpiszyn
Wiaczesław Nikołajewicz Gorpiszyn (ros. Вячеслав Николаевич Горпишин; ur. 20 stycznia 1970 w Kiszyniowie) – rosyjski piłkarz ręczny, były reprezentant Rosji grający na pozycji prawego rozgrywającego. Obecnie występuje w drużynie HF Springe, grającej w 3. Bundeslidze.
Mistrz olimpijski 2000 oraz brązowy medalista Igrzysk Olimpijskich 2004. Dwukrotny mistrz świata: 1993 i 1997, a także wicemistrz świata 1999. Gorpiszyn ma w swoim dorobku również mistrzostwo Europy 1996 oraz dwa srebrne medale mistrzostw Europy: 1994 i 2000.